# Simple Plan
Simple Plan este o formație rock de origine canadiană și franceză, formată în Monreal, Quebec, Canada. Formația a lansat trei albume: No Pads, No Helmets...Just Balls (2002), Still Not Getting Any... (2004) și Simple Plan (2008), precum și trei albume live: Live in Japan 2002 (2003), Live in Anaheim (2004) și MTV Hard Rock Live (2005).

## Discografie
Simpla Plan este o formatie pop punk, alcatuita din David Desrosiers (chitară bas, voce de fundal), Sebastien Lefebvre (chitară, voce de fundal), Pierre Bouvier (voce), Chuck Comeau(Drums), Jeff Stinco (chitară solo).
A lansat mai multe  albume,dintre care: "Simple Plan","MTV HARD ROCK LIVE","Still not getting any","A big package for you","Live in japan 2002","No pads, no helmets... Just balls"

## Albume
| Titlul                            | Data realizării | Producători                     | Casa de discuri |
| --------------------------------- | --------------- | ------------------------------- | --------------- |
| No Pads, No Helmets... Just Balls | 2002            | Arnold Lanni                    | Lava/Atlantic   |
| Still Not Getting Any...          | 2004            | Bob Rock                        | Lava/Atlantic   |
| Simple Plan                       | 2008            | Dave Fortman, Danja, Max Martin | Lava/Atlantic   |